# ジェイソン・アーロン
ジェイソン・アーロン（Jason Aaron, 1973年 - ）は、アメリカ合衆国のコミックのライターである。
『ソー』、『ジ・アザー・サイド』、『スカルプド』、『ゴーストライダー』、『ウルヴァリン』、『パニッシャーMAX』などで知られている。2016年初頭時点ではマーベルの『マイティ・ソー』、『ドクター・ストレンジ』、『スター・ウォーズ』、イメージの『サザン・バスターズ』、『ザ・ゴッドダムド』のライターを務めている。

## 生い立ち
アラバマ州ジャスパーで生まれる。従兄弟は映画『フルメタル・ジャケット』の原作となった同名の半自伝的小説を執筆したグスタフ・ハスフォードであり、アーロンは大きな影響を受けた。アーロンは子供の頃からコミックの脚本家を目指しており、父親からは懐疑的に思われていたが、母親は彼にコミックを買い与え、彼は現在でもその当時のコミックのいくつかを所有し続けている。
シェルビー郡高等学校を卒業後、アラバマ大学バーミングハム校に通い、英語のBAを取得して卒業した。

## キャリア
アーロンのキャリアは2001年にマーベル・コミックの才能発掘コンテストで8ページに及ぶウルヴァリンのバックアップストーリーを描いて勝ったことで始まった。『ウルヴァリン』第175号（2002年6月）に載せられたそのストーリーはそれ以降、編集部にアイデアを売り込む機会を彼に与えた。
2006年、アーロンはDCコミックスのインプリントであるヴァーティゴでベトナム戦争のストーリーである『ジ・アザー・サイド』を発表し、アイズナー賞ミニシリーズ部門にノミネートされた。アーロンはこれを業界入りした「第二期」であるとみなしている。これに続いてヴァーティゴはアーロンに他のアイデアを実現させ、彼はインディアンを描いた『スカルプド』を執筆し、R・M・グエラが作画を担当した。
2007年にアーロンはトップ・カウ・プロダクションで『リップクロウ: パイロット・シーズン』を執筆した。同年末、『ジ・アサー・サイド』と『スカルプド』に感銘を受けたマーベル編集部のアクセル・アロンソは『ウルヴァリン』と『ブラックパンサー』に起用し、さらに後に『ゴーストライダー』も担当させることとなった。『ブラックパンサー』は2009年のクロスオーバー「シークレット・インベージョン」とのタイインを担当した。
2008年1月、アーロンは『スカルプド』を続けるという条件でマーベルとの独占契約を交わした。7月後半に彼は『ジョーカーズ・アサイラム』のペンギンの号を執筆した。
2007年に『ウルヴァリン』を4号担当した後、アーロンは映画『ウルヴァリン:X-MEN ZERO』に併せて立ち上げたれたオンゴーイングシリーズ『ウルヴァリン: ウェポンX』で同キャラクターに復帰した。アーロンは「『ウルヴァリン： ウェポンX』で我々はアークからアークへ混ぜ合わせようとするので、最初のアークは典型的なブラックオプスのストーリーとなるが、第2のアークは全く別のものへジャンプする」とコメントした。2010年、シリーズはタイトルを単に『ウルヴァリン』と変更してリランチされた。彼はこれに続き、2011年にリランチされた『インクレディブル・ハルク』と2012年にリランチされた『ソー: ゴッド・オブ・サンダー』も担当した。2014年にはマイク・デオダート作画のリミテッドシリーズ『オリジナル・シン』を執筆した。また『ソー』では女性のソーを登場させ、再度リランチした後も脚本を担当した。
2015年からは『新たなる希望』と『帝国の逆襲』の間の出来事を描いた『スター・ウォーズ』のコミックで脚本を務めている

## 私生活
2000年に映画『X-メン』の公開翌日にカンザス州カンザスシティに移住している。
アーロンは南部バプテストとして育ったが、無神論者に転向している。

## 受賞とノミネート
- ノミネート: 2007年アイズナー賞ミニシリーズ部門 - The Other Side.[6]
- ノミネート: 2015年アイズナー賞ライター部門 - Southern Bastards、Original Sin、Thor、Men of Wrath
- ノミネート: 2015年アイズナー賞連続シリーズ部門 - Southern Bastards.
- 受賞: 2015年ハーベイ賞新シリーズ部門 - Southern Bastards.
- ノミネート: 2015年ハーベイ賞ライター部門 - Southern Bastards.

## ビブリオグラフィ

### DCコミックス/ヴァーティゴ
- The Other Side #1–5 (with キャメロン・スチュワート（英語版）, 2006) collected as The Other Side (tpb, 144 pages, 2007, ISBN 1-4012-1350-2)
- Scalped:
  - Indian Country (tpb, 128 pages, 2007, ISBN 1-4012-1317-0) collects:
    - "Indian Country" (with R・M・グエラ（英語版）, in #1–3, 2007)
    - "Hoka Hey" (with R・M・グエラ, in #4–5, 2007)

  - Casino Boogie (tpb, 144 pages, 2008, ISBN 1-4012-1654-4) collects:
    - "Casino Boogie" (with R・M・グエラ, in #6–11, 2007–2008)

  - Dead Mothers (tpb, 168 pages, 2008, ISBN 1-4012-1919-5) collects:
    - "Dreaming Himself into the Real World" (with ジョン・ポール・レオン（英語版）, in #12, 2008)
    - "Dead Mothers" (with R・M・グエラ, in #13–17, 2008)
    - "Falls Down" (with ダヴィデ・フューノ, in #18, 2008)

  - The Gravel in Your Gut (tpb, 144 pages, 2009, ISBN 1-4012-2179-3) collects:
    - "The Boudoir Stomp" (with ダヴィデ・フューノ, in #19–20, 2008)
    - "The Gravel in Your Guts" (with R・M・グエラ, in #21–24, 2008–2009)

  - High Lonesome (tpb, 128 pages, 2009, ISBN 1-4012-2487-3) collects:
    - "High Lonesome" (with R・M・グエラ and フランチェスコ・フランカビラ（英語版）, in #25–29, 2009)

  - The Gnawing (tpb, 128 pages, 2010, ISBN 1-4012-2717-1) collects:
    - "The Gnawing" (with R・M・グエラ, in #30–34, 2009–2010)

  - Rez Blues (tpb, 192 pages, 2011, ISBN 1-4012-3019-9) collects:
    - "Listening to the Earth Turn" (with Danijel Žeželj, in #35, 2010)
    - "A Fine Action of an Honorable and Catholic Spaniard" (with ダヴィデ・フューノ, in #36–37, 2010)
    - "Family Tradition" (with R・M・グエラ, in #38, 2010)
    - "Unwanted" (with R・M・グエラ, in #39–42, 2010)

  - You Gotta Sin to Get Saved (tpb, 120 pages, 2011, ISBN 1-4012-3288-4) collects:
    - "A Come-to-Jesus" (with ジェイソン・ラトゥール, in #43, 2011)
    - "The Night They Drove Old Dixie Down" (with ダヴィデ・フューノ, in #44, 2011)
    - "You Gotta Sin to Get Saved" (with R・M・グエラ, in #45–49, 2011)

  - Knuckle Up (tpb, 144 pages, 2012, ISBN 1-4012-3505-0) collects:
    - "The Art of Surviving" (with R・M・グエラ and 他多数, in #50, 2011)
    - "Knuckle Up" (with R・M・グエラ, in #51–55, 2011–2012)

  - Trail's End (tpb, 128 pages, 2012, ISBN 1-4012-3734-7) collects:
    - "Trail's End" (with R・M・グエラ, in #56–60, 2012)
- Hellblazer #245–246: "Newcastle Calling"  (with ショーン・マーフィー（英語版）, 2008)
- Joker's Asylum: Penguin (with ジェイソン・ピアソン（英語版）, ワンショット, 2008) collected in Joker's Asylum Volume 1 (tpb, 128 pages, 2008, ISBN 1-4012-1955-1)

### マーベル・コミック
- X-メン:
  - Wolverine:
    - Wolverine by Jason Aaron Omnibus (hc, 688 pages, 2011, ISBN 0-7851-5639-9) collects:
      - "A Good Man" (with UDON, in v2 #175, 2002)
      - "The Man in the Pit" (with ハワード・チェイキン（英語版）, in v3 #56, 2007)
      - "Get Mystique!" (with ロン・ガーニィ（英語版）, in v3 #62–65, 2008)
      - Wolverine: Manifest Destiny #1–4 (with スティーブン ・セゴヴィア, 2008–2009)
      - Dark X-Men: The Beginning #3: "Get Mystique (Slight Return)" (with ジョック（英語版）, 2009)
      - "A Day in the Life" (with アダム・キューバート, in v3 #73–74, 2009)
      - Wolverine: Weapon X:
        - "The Adamantium Men" (with ロン・ガーニィ, in #1–5, 2009)
        - "All We Want is the World and Everything in It" (with エサド・リビック（英語版）, in Dark Reign: The List – Wolverine, ワンショット, 2009)
        - "Insane in the Brain" (with ヤニック・パケット（英語版）, in #6–9, 2009–2010)
        - "Love and the Wolverine" (with C・P・スミス, in #10, 2010)
        - "Tomorrow Dies Today" (with ロン・ガーニィ, in #11–15, 2010)
        - "The End of the Beginning" (with ダヴィデ・ジアンフェリス, in #16, 2010)

    - Wolverine Goes to Hell (hc, 184, pages, 2011, ISBN 0-7851-4784-5; tpb, 2011, ISBN 0-7851-4785-3) collects:
      - "Wolverine Goes to Hell" (with レナート・ゲディス, in v4 #1–5, 2010–2011)
      - "Scorched Earth" (with ジェイソン・ラトゥール（英語版）, スティーブ・サンダース, マイケル・ゲイドス（英語版） and ジェイミー・マッケルヴィー（英語版）, in v4 #1–5, 2010–2011)

    - Wolverine vs. the X-Men (hc, 120 pages, 2011, ISBN 0-7851-4786-1; tpb, 2011, ISBN 0-7851-4787-X) collects:
      - "Happy" (with ジェフテ・パロ, in v4 #5.1, 2011)
      - "Wolverine vs. the X-Men" (with ダニエル・アクーニャ（英語版）, in v4 #6–8, 2011)
      - "Get Mystique: Final Repose" (with ダニエル・アクーニャ, in v4 #9, 2011)

    - Wolverine's Revenge (hc, 168 pages, 2011, ISBN 0-7851-5279-2; tpb, 2012, ISBN 0-7851-5280-6) collects:
      - "Wolverine's Revenge!" (with レナート・ゲディス, in v4 #10–14, 2011)
      - "Wolverine No More" (with ゴラン・スデューカ（英語版）, in v4 #15–16, 2011)

    - Goodbye, Chinatown (hc, 112 pages, 2012, ISBN 0-7851-6141-4; tpb, 2012, ISBN 0-7851-6142-2) collects:
      - "Goodbye, Chinatown" (with ロン・ガーニィ, in v4 #17–19, 2011–2012)
      - "And Then There Was War" (with レナート・ゲディス, in v4 #20, 2011)

    - Back in Japan (hc, 128 pages, 2012, ISBN 0-7851-6143-0) collects:
      - "Back in Japan" (with ロン・ガーニィ, アダム・キューバート, スティーブ・サンダース and ビリー・タン（英語版）, in v1 #300–303, 2012)
      - "One More Round" (with 多数のアーティスト, in v1 #304, 2012)

  - X-Force Special: Ain't No Dog: "Hunters & Killers" (with ウェザー・デルエデラ, ワンショット, 2008)
  - Astonishing Spider-Man & Wolverine #1–6: "Another Fine Mess" (with アダム・キューバート, 2010–2011) collected as Astonishing Spider-Man & Wolverine (hc, 168 pages, 2011, ISBN 0-7851-4890-6; tpb, 2012, ISBN 0-7851-4080-8)
  - X-Men: Schism #1–5 (with カルロス・パチェーコ（英語版）, フランク・チョー（英語版）, ダニエル・アクーニャ, アラン・デイヴィス（英語版） and アダム・キューバート, 2011) collected as X-Men: Schism (hc, 168 pages, 2012, ISBN 0-7851-5668-2; tpb, 2012, ISBN 1-84653-502-6)
  - Wolverine and the X-Men (2011年10月 - 2014年2月)
    - Volume 1 (hc, 112 pages, 2012, ISBN 0-7851-5679-8) collects:
      - "Welcome to the X-Men! Now Die!" (with クリス・バチャロ（英語版）, in #1–3, 2011)
      - "Just Another Day in Westchester County" (with ニック・ブラッドショウ, in #4, 2012)

    - Volume 2 (hc, 112 pages, 2012, ISBN 0-7851-5681-X) collects:
      - "Mutatis Mutandis" (with ニック・ブラッドショウ, in #5–7, 2012)
      - "A Little Impossible" (with クリス・バチャロ, in #8, 2012)

    - Volume 3 (hc, 112 pages, 2013, ISBN 0-7851-5999-1) collects:
      - "Day of the Phoenix, Dark Night of the Soul" (with クリス・バチャロ, in #9, 2012)
      - "Avengers vs. X-Men... vs. X-Men" (with クリス・バチャロ, in #10, 2012)
      - "Got Hope?" (with ニック・ブラッドショウ, in #11, 2012)
      - "Hounded" (with クリス・バチャロ, in #12, 2012)
      - "Born Warbird" (with ニック・ブラッドショウ, in #13, 2012)

    - Volume 4 (hc, 128 pages, 2013, ISBN 0-7851-6542-8) collects:
      - "My Dinner with the Phoenix" (with ホルヘ・モリーナ, in #14, 2012)
      - "On the Eve of Battle" (with ホルヘ・モリーナ, in #15, 2012)
      - "The Fires of Hell A-Glowing" (with クリス・バチャロ, in #16, 2012)
      - "Wolverine's Secret Weapon" (with マイク・アルレッド（英語版）, in #17, 2012)
      - "Dance Like There's No Tomorrow!" (with ホルヘ・モリーナ, in #18, 2012)

    - Volume 5 (tpb, 136 pages, 2013, ISBN 0-7851-6577-0) collects:
      - "More Pencils, More Books, More Teachers' Dirty Looks" (with ニック・ブラッドショウ, in #19, 2012)
      - "The Search for Something New" (with スティーブン・サンダース, in #20, 2012)
      - "The Greatest Freakshow on Earth" (with ニック・ブラッドショウ, in #21, 2012)
      - "Big Top Hell" (with ニック・ブラッドショウ, in #22, 2012)
      - "The Last Frankenstein" (with ニック・ブラッドショウ, in #23, 2013)
      - "Ain't No Sin To Be Glad You're Alive" (with デヴィッド・ロペス（英語版）, in #24, 2013)

    - Volume 6 (tpb, 112 pages, 2013, ISBN 0-7851-6599-1) collects:
      - "Savage Learning" (with ロマン・ペレス, in #25–28, 2013)
      - "Key to the Future" (with ロマン・ペレス, in 29, 2013)

    - Volume 7 (tpb, 136 pages, 2014, ISBN 0-7851-6600-9) collects:
      - "The Hellfire Saga Prologue" (with パスカル・フェリー（英語版）, ペプ・ララーズ and サルヴァ・エスピン in #30, 2013)
      - "The Hellfire Saga" (with ニック・ブラッドショウ, in #31–35, 2013)

    - "Battle of the Atom, Chapter 5" (with ジュゼッペ・カムンコリ（英語版）, in #36, 2013)
    - "Battle of the Atom, Chapter 9" (with ジュゼッペ・カムンコリ, in #37, 2013)
    - Volume 8 (tpb, 152 pages, 2014, ISBN 0-7851-6601-7) collects:
      - "Untitled" (with ペプ・ララーズ, トッド・ナウク（英語版）, ニック・ブラッドショウ, ロマン・ペレス, ショウ・クリスタル, スティーブン・サンダース, ヌノ・アルフス and クリス・バチャロ, in #38–42, 2013–2014)

  - Avengers vs. X-Men:
    - Avengers vs. X-Men #0 (with ブライアン・マイケル・ベンディス and フランク・チョー, 2012)
    - Avengers vs. X-Men #2 (with ジョン・ロミータ・Jr, 2012)
    - AvX: VS #1: "The Invincible Iron Man vs. Magneto" (with アダム・キューバート, 2012)
    - Avengers vs. X-Men #9 (with アダム・キューバート, 2012)
    - AvX: VS #5: "Angel vs. Hawkeye" (with ジョン・ロミータ・Jr, 2012)
    - AvX: VS #6: "Iron Fist Vs. Iceman" (with ロマン・ペレス, 2012)

  - A+X #3 "Black Panther + Storm" (with パスカル・フェリー, 2012年12月) collected in Volume 1: =Awesome (tpb, 144 pages, 2013, ISBN 0-7851-6674-2)
  - Amazing X-Men vol. 2 (2013年11月 – 2014年4月):
    - Volume 1: The Quest for Nightcrawler (tpb, 136 pages, 2014, ISBN 0-7851-8821-5) collects:
      - "The Quest for Nightcrawler" (with エド・マクギネス（英語版）, in #1–5, 2013–2014)
      - "All in the Family" (with キャメロン・スチュアート（英語版）, in #6, 2014)
- Criminal #2: "My Favorite TV Cops and Movie Tough Guys, Flaws and All" (with ショーン・フィリップス（英語版）, 2008)
- Ghost Rider by Jason Aaron Omnibus (hc, 536 pages, 2010, ISBN 0-7851-4367-X) collects:
  - "Hell-Bent & Heaven-Bound" (with ローランド・ボッチ, in v4 #20–23, 2008)
  - "God Don't Live on Cell Block D" (with タン・エン・ハット（英語版）, in v4 #24–25, 2008)
  - "The Former Things" (with タン・エン・ハット, in v4 #26–27, 2008)
  - "Last Stand of the Spirits of Vengeance" (with タン・エン・ハット, in v4 #30–34, 2008–2009)
  - "Trials & Tribulations" (with トニー・ムーア（英語版）, in v4 #33–35, 2009)
  - Ghost Riders: Heaven's on Fire #1–6 (with ローランド・ボッチ, 2009–2010)
- Black Panther #39–41: "See Wakanda and Die" (with ジェフテ・パロ, 2008) collected as Secret Invasion: BP (tpb, 96 pages, 2009, ISBN 0-7851-3397-6)
- パニッシャー:
  - The Punisher MAX: X-Mas Special: "And on Earth Peace, Good Will Toward Men" (with ローランド・ボッチ, ワンショット, 2009)
  - PunisherMAX (with スティーブ・ディロン（英語版）, 2009–2012) collected as:
    - Kingpin (collects #1–5, hc, 120, pages, 2010, ISBN 0-7851-4596-6; tpb, 2010, ISBN 0-7851-4071-9)
    - Bullseye (collects #6–11, hc, 144 pages, 2011, ISBN 0-7851-4755-1; tpb, 2011, ISBN 0-7851-4756-X)
    - Frank (collects #12–16, hc, 144 pages, 2011, ISBN 0-7851-5208-3; tpb, 2012, ISBN 0-7851-5209-1)
    - Homeless (collects #17–22, hc, 120 pages, 2012, ISBN 0-7851-5210-5; tpb, 2012, ISBN 0-7851-5211-3)
- Marvel Assistant-Sized Spectacular #1: "Just a Little Old Fashioned Justice" (with リチャード・アイザノフ（英語版）, 2009)
- Deadpool #900: "Close Encounters of the @*#$ed-Up Kind" (with クリス・スタッグス, 2009)
- Immortal Weapons #1: "The Book of the Cobra" (with 多数のアーティスト, 2009) collected in Immortal Weapons (tpb, 184 pages, 2010, ISBN 078513848X)
- Avengers vs. Atlas #4: "My Dinner with Gorilla Man" (with ジャンカルロ・カラクゾー, 2010) collected in Gorilla Man (tpb, 144 pages, 2010, ISBN 0785149112)
- Captain America: Who Won't Wield the Shield?: "Forbush Man: Forbush Kills!" (with ミルコ・パーフェデリコ, ワンショット, 2010)
- Ultimate Comics: Captain America #1–4 (with ロン・ガーニィ, 2011) collected as UC-CA (hc, 112 pages, 2011, ISBN 078515194X; tpb, ISBN 0785151958)
- The Incredible Hulk vol. 3 (2011年10月 - 2012年10月)
  - Volume 1 (hc, 176 pages, 2012 ISBN 0-7851-3328-3) collects:
    - "Epilogue 2: Saturday" (with マイケル・チョイ（英語版）, in Fear Itself #7, 2011)
    - "Hulk: Asunder" (with マーク・シルヴェストリ（英語版）, in #1–3, 2011)
    - "Hulk vs. Banner! (with ウィルス・ポータシオ, in #4–7, 2012)

  - Volume 2 (hc, 200 pages, 2013, ISBN 0-7851-6112-0) collects:
    - "Alone" (with ジェフテ・パロ, in #7.1, 2012)
    - "Stay Angry!" (with スティーブ・ディロン（英語版）, パスカル・フェリー, トム・レニー（英語版）, ダリボー・タラジック and カルロス・パチェーコ in #8–12, 2012)
    - "Hulk: United" (with ジェフテ・パロ, in #13–15, 2012)
- Thor: God of Thunder (2012年11月 – 2014年9月)
  - Volume 1: The God Butcher (tpb, 136 pages, 2013, ISBN 0-7851-6697-1) collects:
    - "The God Butcher" (with エサド・リビック, in #1–5, 2012–2013)

  - Volume 2: Godbomb (tpb, 136 pages, 2013, ISBN 0-7851-6698-X) collects:
    - "What the Gods Have Wrought" (with ブッチ・ガイス（英語版）, in #6, 2013)
    - "Godbomb" (with エサド・リビック, in #7–11, 2013)

  - Volume 3: The Accursed (hc, 160 pages, 2014, ISBN 0-7851-8555-0) collects:
    - "Untitled" (with ニック・クライン（英語版）, in #12, 2013)
    - "The Accursed" (with ロン・ガーニィ and エマニュエラ・ルパキーノ, in #13–17, 2013–2014)
    - "Days of Wine and Dragons" (with ダス・パストラス, in #18, 2014)

  - Volume 4: The Last Days of Midgard (hc, 168 pages, 2014, ISBN 0-7851-5488-4) collects:
    - "The Last Days of Midgard" (with エサド・リビック, in #19–23, 2014)
    - "The Last Days of Midgard, Epilogue: Adieu, Midgard, Adieu" (with オーガスティン・アレッシオ and エサド・リビック, in #24, 2014)
    - "Tales of Thunder"  (with エサド・リビック, R・M・グエラ and サイモン・ビズリー（英語版）, in #25, 2014)
- Thanos Rising (全5号のリミテッドシリーズ, with シモーネ・ビアンキ（英語版）, 2013年4-8月, collected in, Thanos Rising, hc, 136 pages, 2013, ISBN 0-7851-9047-3)
- Original Sin:
  - Original Sin (hc, 392 pages, 2014, ISBN 0-7851-9069-4) collects:
    - "No One Is Watching" (with マイク・デオダート, in #1, 2014)
    - "Bomb Full of Secrets" (with マイク・デオダート, in #2, 2014)
    - "Trust No One, Not Even Yourself" (with マイク・デオダート, in #3, 2014)
    - "Secret Warriors" (with マイク・デオダート, in #4, 2014)
    - "The Secret History of Colonel Nicholas J. Fury" (with マイク・デオダート, in #5, 2014)
    - "Open Your Eye" (with マイク・デオダート, in #6, 2014)
    - "Nick Fury Vs. The World" (with マイク・デオダート, in #7, 2014)
    - "The One Who Watches" (with マイク・デオダート, in #8, 2014)

  - Original Sin: Thor & Loki: The Tenth Realm (tpb, 112 pages, 2014, ISBN 0-7851-9169-0) collects:
    - "Thor & Loki: The Tenth Realm" (with アル・ユーイング（英語版）, リー・ガーベット（英語版） and シモーネ・ビアンキ, in Original Sin #5.1–5.5, 2014)
- Thor vol. 4 (2014年10月 - 2015年5月)
  - Volume 1: Goddess of Thunder (hc, 136 pages, 2015, ISBN 0-7851-9238-7) collects:
    - "If He Be Worthy" (with ラッセル・ドーターマン（英語版）, in #1, 2014)
    - "The Goddess of Thunder" (with ラッセル・ドーターマン, in #2, 2014)
    - "When The Ice Lords Make War" (with ラッセル・ドーターマン, in #3, 2014)
    - "Thor vs. Thor" (with ラッセル・ドーターマン, in #4, 2015)
    - "Behold, A New Age of Thunder" (with ホルヘ・モリーナ, in #5, 2015)

  - Volume 2: Who Holds the Hammer? (hc, 136 pages, 2015, ISBN 0-7851-9784-2) collects:
    - "King Thor" (with ティモシー・トルーマン（英語版）, in Annual #1, 2015)
    - "Who Holds the Hammer?" (with ラッセル・ドーターマン, in #6, 2015)
    - "The Battle For The Hammer" (with ラッセル・ドーターマン, in #7, 2015)
    - "The Woman Beneath The Mask" (with ラッセル・ドーターマン, in #8, 2015)
- Men of Wrath (全5号のリミテッドシリーズ, with ロン・ガーニィ, 2014年10月 – 2015年2月, collected in Men of War, tpb, 136 pages, 2015, ISBN 07851-9168-2)
- Star Wars vol. 2 (2015年1月 - 継続中)
  - Volume 1: Skywalker Strikes (tpb, 160 pages, 2015, ISBN 0-7851-9213-1) collects:
    - "Book I: Skywalker Strikes" (with ジョン・キャサディ（英語版）, in #1–6, 2015)

  - Volume 2: Showdown on the Smuggler's Moon (tpb, 144 pages, 2016, ISBN 0-7851-9214-X) collects:
    - "Untitled" (with シモーネ・ビアンキ, in #7, 2015)
    - "Book II: Showdown on the Smuggler's Moon" (with スチュアート・イモナン（英語版）, in #8-12, 2015)

  - Star Wars: Vader Down (tpb, 152 pages, 2016, ISBN 0-7851-9789-3) collects:
    - "Vader Down" (with マイク・デオダート, キーロン・ギレン（英語版） and サルバドール・ラロッカ（英語版）, in #13-14, Star Wars: Vader Down #1 and Darth Vader #13-15 2015-2016)
- Thors (全4号のリミテッドシリーズ, with クリス・スプローズ（英語版）, 2015年6-11月, collected in Thors, tpb, 136 pages, 2016, ISBN 0-7851-9889-X)
- Weirdworld (全5号のリミテッドシリーズ, with マイク・デル・ムンド, 2015年6-10月, collected in Volume 0: Warzones!, tpb, 112 pages, 2015, ISBN 0-7851-9891-1)
- Doctor Strange #1–... (with クリス・バチャロ, 2015年10月 - 担当中)
- The Mighty Thor vol. 2 #1–... (2015年11月 - 担当中)

### イメージ・コミック
- 24Seven Volume 2: "This Mortal Coil" (with ミゲル・アルフス, アンソロジーグラフィックノベル, tpb, 240 pages, Image, 2007, ISBN 1-5824-0846-7)
- Southern Bastards #1–... (with ジェイソン・ラトゥール（英語版）, 2015年4月 - 担当中)
  - Volume 1: Here Was a Man (collects #1–4, tpb, 128 pages, 2014, ISBN 1-63215-016-6)
  - Volume 2: Gridiron (collects #5–8, tpb, 128 pages, 2015, ISBN 1-63215-269-X)
  - Volume 3: Homecoming (collects: #9-14, tpb, 128 pages, 2016, ISBN 1-63215-610-5)
- The Goddamned #1–... (with R・M・グエラ（英語版）, 2015年11月 - 担当中)

### その他の出版社
- Pilot Season: Ripclaw (with ホルヘ・ルーカス（英語版）, ワンショット, トップ・カウ, 2007)[9] collected in Pilot Season 2007 (tpb, 144 pages, 2008, ISBN 1-58240-900-5)
- Friday the 13th: How I Spent My Summer Vacation #1–2 (with アダム・アーチャー, ワイルドストーム（英語版）, 2007) collected in Friday the 13th: Book 2 (tpb, 160 pages, 2008, ISBN 1-4012-2003-7)

### インタビュー
- Comic Geek Speak podcast interview with Aaron from June 2009 and December 2007
- January 5, 2007 Jason Aaron interview by Jon Niccum

| 先代 ジェフ・ローブ                                  | 『ウルヴァリン』のライター 2007年                      | 次代 マーク・グッゲンハイム                          |
| 先代 マーク・グッゲンハイム                          | 『ウルヴァリン』のライター 2008年                      | 次代 マーク・ミラー                                  |
| 先代 マーク・ミラー                                  | 『ウルヴァリン』のライター 2009年 - 2012年             | 次代 カレン・バン                                    |
| 先代 グレッグ・パク (『インクレディブル・ハルクス』) | 『インクレディブル・ハルク』のライター 2011年 - 2012年 | 次代 マーク・ウェイド (『インデストラクト・ハルク』) |
| 先代 マット・フラクション                            | 『ソー』のライター 2012年 - 現在                       | 次代 担当中                                          |